# Mochudi
Mochudi is een van de grotere plaatsen in Botswana met een bevolking van rond de 40.000. Het ligt in het Bakgatla-stammengebied, ongeveer 37 km ten noordoosten van de hoofdstad Gaborone. De stad ligt een paar kilometer van de belangrijkste weg tussen Gaborone en Francistown. Mochudi is de hoofdplaats van het district Kgatleng.
Mochudi werd vroeger geregeerd door het Tswanavolk.

## Toerisme
De enige toeristenbestemming van enige naam in Mochudi is het museum Phuthadikabo boven op een heuvel, waarin oude foto's en historische teksten met betrekking tot Mochudi en de geschiedenis van het Bakgatlavolk te bezichtigen zijn. Het museumgebouw is een voormalig schoolgebouw, hetgeen duidelijk aan de buitenkant te zien is.
Mochudi staat bekend om de traditioneel geschilderde huizen en de traditionele kgotla (stammenvergaderingsplaats).

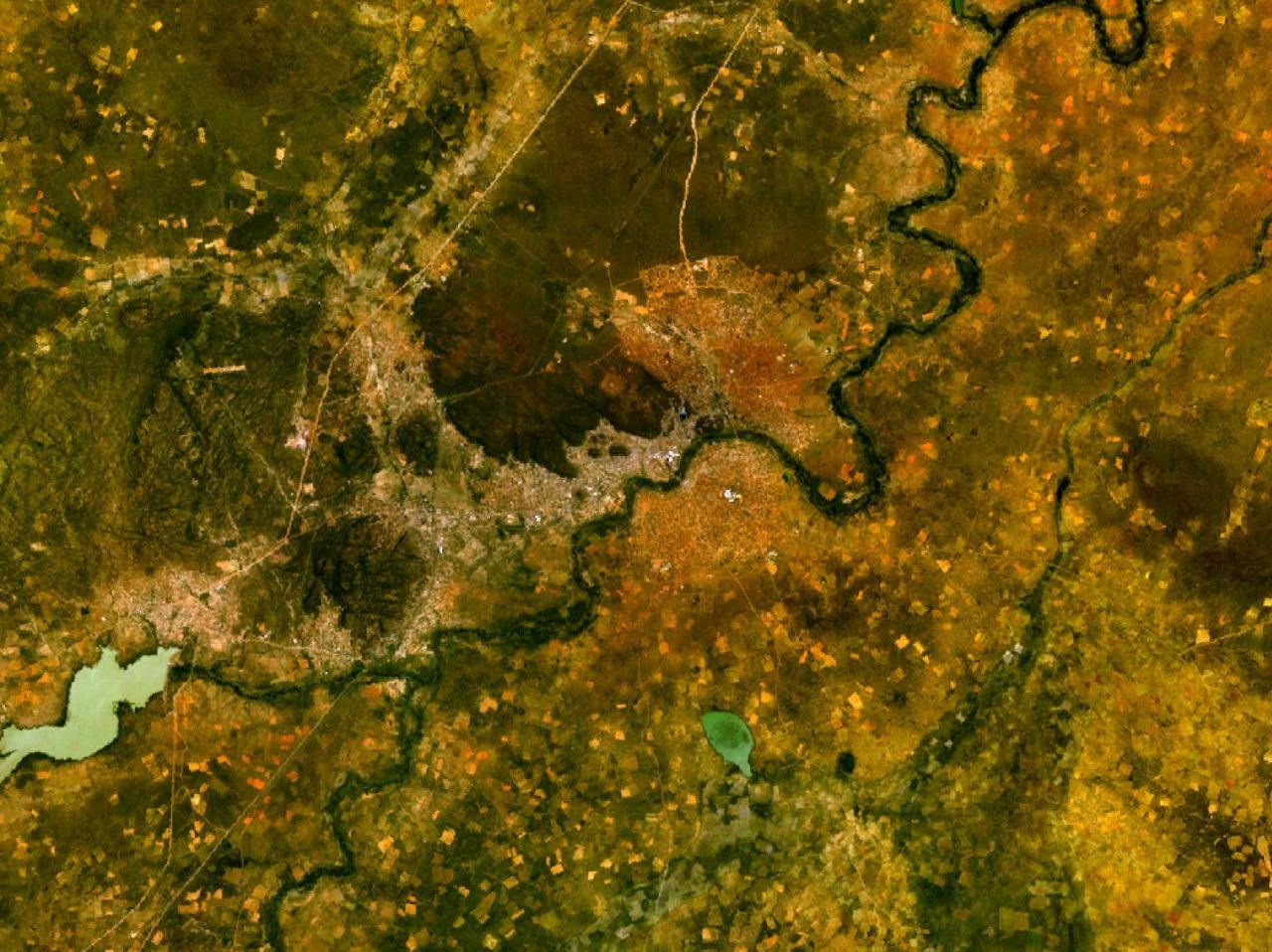
Satellietfoto Mochudi